# Lisa Tegby
Lisa Kristina Tegby, född 5 september 1949 i Överluleå församling, Norrbottens län, är en svensk präst.
Tegby prästvigdes 1971 vid 21 års ålder och var då landets yngsta präst. Tegby har återkommande under många år medverkat i Sveriges Radio, och var en tid en av de fasta predikanterna i "TV-kyrkan". Hon har även arbetat med ledningsfrågor, utvecklingsarbete, jämställdhetsfrågor samt medverkat i prästutbildning. Hon avskedspredikade som kyrkoherde och prost den 8 september 2016 efter 45 år som präst i Umeå, bland annat som studentpräst, kontraktsprost och kyrkoherde, men är (2020) fortsatt aktiv bland annat som skribent i Västerbottens-Kuriren.
Tegby invaldes 2013 som ledamot i kyrkomötet för Posk, Partipolitiskt obundna i Svenska kyrkan, och omvaldes 2017 och 2021.
Tegby var värd för Sommar i P1 den 4 juli 1983.

## Utmärkelser
- 2021 –  H.M. Konungens medalj i guld av 8:e storleken (Kong:sGM8 2021) för betydande insatser inom svenskt kyrkoliv[15]